# اچ‌دی‌آر
اچ‌دی‌آر (انگلیسی: HDR, Inc.) شرکت خدمات حرفه‌ای آمریکایی است، که در سال ۱۹۱۷ تأسیس شد.